# Sisyphus (Kurzfilm)
Sisyphus ist ein ungarischer animierter Kurzfilm von Marcell Jankovics aus dem Jahr 1975.

## Handlung
Ein muskulöser, nackter Mann rollt unter großer Anstrengung einen Stein bergauf, der zunehmend größer wird. Der Mann schafft es, den am Ende weit übermannsgroßen Stein auf dem Berggipfel zu platzieren – der Berg besteht aus unzähligen, aufeinandergeschichteten, runden Steinen.

## Produktion
Sysiphus beruht auf dem griechischen Mythos um Sisyphos. Der Film besteht aus 1600 Tuschezeichnungen, an denen Jankovics rund sechs Monate allein arbeitete.
Von der Kritik wurde Jankovics für seine Animationsfähigkeiten gelobt. Sisyphus „bestach vor allem durch seine Technik. Mit großen Tuschpinselstrichen verlieh Jankovic dem Mann, der immer wieder vergeblich einen Felsblock den steilen Berg hinaufzurollen versucht, Bewegungsrhythmus von hoher künstlerischer Qualität“. Jankovics sei mit wenigen Pinselstrichen in der Lage, solche Kraft und Dynamik auszudrücken, wie es nur meisterhaftes Animationskönnen verstehe, so die Kritik.

## Auszeichnungen
Sisyphus wurde 1976 für einen Oscar in der Kategorie „Bester animierter Kurzfilm“ nominiert, konnte sich jedoch nicht gegen Great durchsetzen.